# Josef Kocourek
Tato stránka pojednává o stenografovi, jiní Josefové Kocourkové viz Kocourek (rozcestník).
Josef Kocourek (27. ledna 1916 Brandýs nad Orlicí – 1. srpna 2004) byl podle Guinnessovy knihy rekordů 1999 nejstarším a nejdéle působícím parlamentním stenografem na světě. V roce 2004 jej prezident republiky Václav Klaus vyznamenal in memoriam Medailí Za zásluhy prvního stupně za zásluhy o stát v oblasti bezpečnosti. Kromě toho obdržel již v roce 1946 Československý válečný kříž.

## Život
Od svých tří let žil ve Stříbrné Skalici. V roce 1935 vystudoval Obchodní akademii v Kolíně a poté nastoupil na Vysokou školu obchodní v Praze. V roce 1939 byl zatčen a vězněn v koncentračním táboře Sachsenhausen a Oranienburg, kde byl také vážně zraněn. V letech 1955–1977 působil jako středoškolský profesor. Je autorem učebnice Techniky administrativy a mnoha odborných článků především z oblasti stenografie.